# Lista delle lettere apostoliche
Il seguente elenco, ordinato cronologicamente, riporta una selezione delle lettere apostoliche dei pontefici della Chiesa cattolica, secondo quanto riportato dal sito ufficiale del Vaticano.
Il numero a fianco del pontefice rappresenta il numero di papa della storia.

## Da papa Benedetto XV a papa Leone XIV

### Benedetto XV (1914-1922)
258. Papa Benedetto XV (1914-1922) - Giacomo della Chiesa, Genova, 21 novembre 1854
- Maximum illud (30 novembre 1919) - Sulla propagazione della fede cattolica nel mondo intero

### Pio XI (1922-1939)
259. Papa Pio XI (1922-1939) - Achille Ratti, Desio (Milano), 31 maggio 1857
- Annus Fere (10 luglio 1922) – A tutti i Vescovi del mondo cattolico affinché si adoperino per far fronte alle esigenze dei popoli russi travolti dalla fame e dalla pestilenza
- I Disordini (6 agosto 1922) – Ai Vescovi italiani affinché venga ristabilita la pace
- Ora Sono Pochi (28 ottobre 1922) – Nel giorno della "marcia su Roma", chiede ai Vescovi italiani che venga ristabilita la pace
- Quod Ioannes (29 aprile 1923) – Beatificazione di Teresa di Lisieux
- Meditantibus Nobis (3 dicembre 1923) – In ricordo di Ignazio di Loyola e Francesco Saverio nel terzo centenario della loro canonizzazione
- Unigenitus Dei (19 marzo 1924) – Circa i criteri cui deve ispirarsi la formazione del clero regolare
- Paterna Sane (2 febbraio 1926) – Ai Vescovi, al clero e ai fedeli messicani affinché rivendichino i diritti civili e i doveri comuni senza l'intervento dei partiti politici
- Singulare Illud (13 giugno 1926) – Sulla figura di Luigi Gonzaga, patrono della gioventù cattolica
- Con singular complacencia (18 gennaio 1939) - All'Episcopato filippino sull'importanza dell'Azione Cattolica

### Pio XII (1939-1958)
260. Papa Pio XII, venerabile, (1939-1958) - Eugenio Pacelli, Roma, 2 marzo 1876
- Nosti Profecto (6 luglio 1940) – Il Pontefice ricorda le innumerevoli benemerenze dei Gesuiti che, al servizio della Chiesa, hanno operato con zelo e attività indefessa in tutti i settori della società umana
- Impensiore caritate (28 ottobre 1951) – Al clero e ai fedeli della Repubblica di Cecoslovacchia
- Cupimus imprimis (18 gennaio 1952) – La chiesa cattolica in Cina
- Veritatem facientes (27 marzo 1952) – Al clero e ai fedeli della Romania
- Sacro vergente anno (7 luglio 1952) – Consacrazione della Russia al Cuore immacolato di Maria
- Dum maerenti animo (29 giugno 1956) – La chiesa perseguitata nell'Europa dell'Est
- Lettera Apostolica in forma di breve (21 agosto 1958) – Proclamazione di Santa Chiara Patrona Celeste della Televisione

### Giovanni XXIII (1958-1963)
261. San Giovanni XXIII (1958-1963) - Angelo Giuseppe Roncalli, Sotto il Monte (Bergamo), 25 novembre 1881
- Inde A Primis (30 giugno 1960) - Sul culto del Preziosissimo Sangue di Gesù
- Le voci che da tutti (19 marzo 1961) - Devozione a S. Giuseppe, Patrono del Concilio Vaticano II
- Il religioso convegno (26 settembre 1961) - Sull'importanza della recitazione del Rosario per la pace fra tutti i popoli
- Oecumenicum Concilium (28 aprile 1962)

### Paolo VI (1963-1978)
262. San Paolo VI (1963-1978) - Giovanni Battista Montini, Concesio (Brescia), 26 settembre 1897
- Summi Dei Verbum (4 novembre 1963) - Sulla formazione dei seminaristi, nel IV centenario dell'Istituzione dei Seminari, decretata dal Concilio di Trento
- Pacis nuntius (24 ottobre 1964) - |Proclamazione di San Benedetto Patrono d'Europa
- Investigabiles divitias Christi (6 febbraio 1965) - Nel II centenario della istituzione della festa liturgica in onore del S. Cuore di Gesù
- Ambulate in dilectione (7 dicembre 1965) - Abolizione della scomunica verso i fratelli ortodossi
- In Spiritu Sancto (8 dicembre 1965) - Circa la chiusura del Concilio Vaticano II
- Sacrificium laudis (15 agosto 1966) - Sulla lingua latina da usare nell'Ufficio Liturgico corale da parte dei religiosi tenuti all'obbligo del coro
- Africae terrarum (29 ottobre 1967) - Sui popoli e la Chiesa in Africa
- Sabaudiae gemma (29 gennaio 1967) - Lettera ai Cardinali, Arcivescovi e Vescovi e agli altri Ordinari di Francia, Svizzera e Piemonte nel IV Centenario della nascita di S. Francesco di Sales
- Venerabili Dei Famulae Mariae ab Apostolis Beatorum honores decernuntur (30 ottobre 1968)
- Celebrazione del Mistero Pasquale (3 febbraio 1969) - Sulla celebrazione del Mistero Pasquale secondo il nuovo rito
- Antiquae nobilitatis (14 febbraio 1969) - Alla Chiesa cattolica di Cecoslovacchia nell'XI centenario della morte di S. Cirillo
- Sancti Stephani Ortum (6 agosto 1970) - Alla Chiesa cattolica di Ungheria nel centenario di S. Stefano
- Multiformis Sapientia Dei (27 settembre 1970) - Proclamazione di S. Teresa d'Avila Dottore della Chiesa
- Mirabilis in Ecclesia Deus (4 ottobre 1970) - Proclamazione di S. Caterina da Siena Dottore della Chiesa
- Octogesima adveniens (14 maggio 1971) - Nell'LXXX Anniversario dell'enciclica Rerum Novarum
- Amoris Officio (15 luglio 1971) - Istituzione del Pontificio Consiglio "Cor Unum" per la promozione umana e cristiana
- È consuetudine dei Romani Pontefici (6 marzo 1973) - Nomina del Cardinale Ugo Poletti a Vicario Generale per la città di Roma e Distretto
- Apostolorum Limina (23 maggio 1974)
- Lumen ecclesiae (5 dicembre 1974) - A Vincenzo de Couesnongle, Maestro generale dei Domenicani
- La conscience de la mission (8 settembre 1975) - Nuova ammonizione a Mons. Levebvre
- Quae per caritatem (7 maggio 1978)

### Giovanni Paolo I (1978)
263. Papa Giovanni Paolo I, venerabile, (26 agosto-28 settembre 1978) - Albino Luciani, Canale d'Agordo (Belluno), 17 ottobre 1912 
- Propterea maxime (1º settembre 1978) - Proclamazione di Nostra Signora del Buon Viaggio a patrona di Itabirito, Brasile
- Progredientibus iam plurium (1º settembre 1978) - Elevazione del Santuario di N. S. della Consolazione (Piacenza) al titolo di Basilica Minore
- Cum probe noverimus (12 settembre 1978) - Costituzione della Nunziatura Apostolica nelle Isole Fiji

### Giovanni Paolo II (1978-2005)
264. San Giovanni Paolo II (1978-2005) - Karol Wojtyła, Wadowice (Polonia), 18 maggio 1920
- Cum Beata (6 novembre 1978)
- Quando quidem (28 dicembre 1978)
- Qui ab usque (18 aprile 1979)
- Publicis necessitudinis (19 aprile 1979)
- Illustris Decessor (29 aprile 1979)
- Miseratio illa (29 aprile 1979)
- Quae Christiano (2 maggio 1979)
- Plenam supremam (2 maggio 1979)
- Pro nostro (2 maggio 1979)
- Rutilans Agmen (8 maggio 1979)
- Qui a pueris (Immaculatum Cor Beatae Mariae Virginis - 16 maggio 1979)
- Die undetricesimo (29 maggio 1979)
- Si quis (Dioecesis Gibraltariensis - 31 maggio 1979)
- Curam vetere (31 maggio 1979)
- Qui divino (Schyren - 25 giugno 1979)
- Abunde constat (18 luglio 1979)
- Quae sive (27 luglio 1979)
- Cum cathedrale (2 agosto 1979)
- Innumera fere (17 agosto 1979)
- Bene novimus (22 agosto 1979)
- Pergratum Nobis (22 agosto 1979)
- Apostolicae Sedi (25 agosto 1979)
- Affatim constat (24 settembre 1979)
- Quandoquidem (Vulgo del Pilar - 26 settembre 1979)
- Ea est (4 ottobre 1979)
- Vetusta est (11 ottobre 1979)
- Christus Iesus (14 ottobre 1979)
- Historicum ob suum (3 novembre 1979)
- Tanta est (Cathedrale Carpense - 10 novembre 1979)
- Viget memoria (28 novembre 1979)
- Inter sanctos (29 novembre 1979)
- Patres Ecclesiae (2 gennaio 1980)
- Beatae Mariae (2 gennaio 1980)
- In antiquo (5 gennaio 1980)
- Sanctos, id est (6 febbraio 1980)
- Petiit a Nobis (12 febbraio 1980)
- Dominicae Cenae (24 febbraio 1980)
- Cum Rheginensis (6 marzo 1980)
- Cum Beatam (18 marzo 1980)
- Beatam Mariam (22 marzo 1980)
- Proprium semper (27 marzo 1980)
- Legitimum atque iustum (11 aprile 1980)
- Quandoquidem Beatae (18 aprile 1980)
- Beatam ac semper (Episcopo Plocensi - 25 aprile 1980)
- Honorari, et praedicari (28 aprile 1980)
- Amantissima Providentia (29 aprile 1980)
- Amor Noster (30 aprile 1980)
- Tametsi omnia (30 aprile 1980)
- Inter augustissima (28 maggio 1980)
- Qui a pueris (Cathedrale Templum Neritonense - 2 giugno 1980)
- Vigilem curam (3 giugno 1980)
- Ecclesia sancta (18 giugno 1980)
- In Romanorum Pontificum  (18 giugno 1980)
- Constat Christifideles  (Nuestra Señora de la Monserrate - 19 giugno 1980)
- Adoranda Christi (22 giugno 1980)
- Quandoquidem publicae (27 luglio 1980)
- Sanctorum Altrix (11 luglio 1980)
- Inter templa (16 luglio 1980)
- Fulgidissimum Campaniae (16 luglio 1980)
- Notum est  (Beati Angeli ab Acri - 21 luglio 1980)
- In paroecia S. Mariae (30 luglio 1980)
- Magnus quippe (30 luglio 1980)
- Qui benignissimo (4 settembre 1980)
- Christianum populum (8 settembre 1980)
- Venerabilis Frater (8 settembre 1980)
- Tanta est (Concepción del Uruguay - 24 settembre 1980)
- Cultus S. Ioannis (13 ottobre 1980)
- In variis vitae (26 ottobre 1980)
- Esurivi enim (26 ottobre 1980)
- Multas inter religiosas (26 ottobre 1980)
- Beatam Virginem (6 novembre 1980)
- Qui summi Dei (12 novembre 1980)
- Martyres id est (25 novembre 1980)
- Egregiae Virtutis (31 dicembre 1980)
- Sanctus Antonius (1º gennaio 1981)
- Ut est consuetudo (14 gennaio 1981)
- Cum ducentesimus (21 gennaio 1981)
- Tanta est (Episcopus Ipialensis - 29 gennaio 1981)
- Quae sacra (12 febbraio 1981)
- Quandoquidem usu (18 febbraio 1981)
- Quandoquidem sancta (22 febbraio 1981)
- Quod ait (22 febbraio 1981)
- Bernardinopolitanae diocesis (10 marzo 1981)
- Pluribus iam (16 marzo 1981)
- Sacra aedes (17 marzo 1981)
- A Concilio Constantinopolitano I  (25 marzo 1981)
- Quoniam in praesenti (21 aprile 1981)
- Quod ipsum  (Manilensis Archidioecesis - 27 aprile 1981)
- Satis superque  («Nossa Senhora Aparecida» - 27 aprile 1981)
- Semper quidem  (Vulgo Seregno - 11 maggio 1981)
- Gratum fuit (6 giugno 1981)
- Totius iamiam  (18 giugno 1981)
- Maximum conferentes  (24 giugno 1981)
- Qui semper  (Santa Maria delle Acque - 30 giugno 1981)
- Tanta est  (Nuestra Señora de la Presentación - 18 agosto 1981)
- Quoniam conscii  (1º settembre 1981)
- Templa Sanctorum  (Hungaria - 9 settembre 1981)
- Sanguinis effusio  (18 settembre 1981)
- Quicumque Spiritu  (4 ottobre 1981)
- Christifidelibus illis  (4 ottobre 1981)
- Novum decus  (4 ottobre 1981)
- Sanctos Caelites  («Nossa Senhora das Graças» - 24 ottobre 1981)
- Quo amore  (9 novembre 1981)
- Coli sanctos  (24 novembre 1981)
- Honorari Sanctos  (17 dicembre 1981)
- Valde optabile  (28 dicembre 1981)
- Pia Mater  (4 gennaio 1982)
- Quo amplius  (17 gennaio 1982)
- Quantum christianae  (20 gennaio 1982)
- Idcirco potissimum  (21 gennaio 1982)
- Cultum Sanctorum  (3 febbraio 1982)
- Templum istud  (15 febbraio 1982)
- Qui semper  (Notre Dame - 15 febbraio 1982)
- Cum Sanctissimae  (16 febbraio 1982)
- Non est dubium (18 febbraio 1982)
- Sanctos caelites  (Loco Zirz - 4 marzo 1982)
- Honorari Sanctos  (20 marzo 1982)
- Probe novimus  (25 marzo 1982)
- Quo in honore  (25 marzo 1982)
- Plane constat  (31 marzo 1982)
- Cum venerabilis Frater  (6 aprile 1982)
- Quicumque vitae  (6 aprile 1982)
- Beatam ac semper  (Archiepiscopo Cracoviensi - 7 aprile 1982)
- Priora inter (17 aprile 1982)
- Quod urbes (21 aprile 1982)
- Quemadmodum vetus (3 maggio 1982)
- Prima inter (6 maggio 1982)
- Ex quo Christus (23 maggio 1982)
- Sicut mater (23 maggio 1982)
- Patet e divinis (23 maggio 1982)
- Adoranda Christi Verba (23 maggio 1982)
- Cum Beatissimam (24 maggio 1982)
- Congregationis a Maria (15 giugno 1982)
- Beato Crispino a Viterbio, Laico professo O.F.M. Capuccinorum, Sanctorum honores decernuntur (20 giugno 1982)
- Quandoquidem clerus (24 giugno 1982)
- Dilectae Nobis (14 luglio 1982)
- Signum illud (15 luglio 1982)
- Christifideles Boliviani (30 luglio 1982)
- Pervenusta illa (30 luglio 1982)
- Ex ipso (1º agosto 1982)
- Quantum denique (Suetiae natione - 1º agosto 1982)
- Magnopere curae (1º agosto 1982)
- Constat Christifideles (Sanctus Franciscus Assisiensis - 2 agosto 1982)
- Santa Teresia (9 agosto 1982)
- Qui beatissimam (9 agosto 1982)
- Inter sacras (14 settembre 1982)
- Memoriae plane (15 settembre 1982)
- Quo in honore (20 settembre 1982)
- Quecumque Domus (24 settembre 1982)
- Spiritus paupertatis (3 ottobre 1982)
- Quantum denique (Santa Rita de Cascia - 18 ottobre 1982)
- Quanta Beatae (28 ottobre 1982)
- Beata Ioanna Delanoue seu «a Cruce» Sancta esse decernitur et definitur (31 ottobre 1982)
- Beata Margarita Bourgeoys Sancta esse decernitur et definitur (31 ottobre 1982)
- Sanctos caelites (Dioecesis Daëtiensis - 29 novembre 1982)
- Franciscanum vitae (8 dicembre 1982)
- Templa, seu loca (18 dicembre 1982)
- Nobis est (29 dicembre 1982)
- Praecipua omnino (29 dicembre 1982)
- Templa Sanctorum (Collesano - 4 gennaio 1983)
- Aperite portas Redemptori (6 gennaio 1983) - Bolla di Indizione del Giubileo per il 1950º anniversario della redenzione
- Non est dubium (8 gennaio 1983)
- Pro certo scimus (19 gennaio 1983)
- Cultum et venerationem (26 gennaio 1983)
- Beatos caelites (8 febbraio 1983)
- Iustus quidem (8 febbraio 1983)
- Satis constat (Dioecesi Varmiensi - 24 febbraio 1983)
- Singulari veneratione (4 marzo 1983)
- Patet Ecclesiam (9 marzo 1983)
- Pauci sicut (18 marzo 1983)
- Quanta demum (18 marzo 1983)
- Merito celebratur (18 marzo 1983)
- Qui semper («Nuestra Señora de la Esperanza» - 7 aprile 1983)
- Mariam Virginem (9 aprile 1983)
- Quanta religione (27 aprile 1983)
- Christifideles Nucerini (2 maggio 1983)
- Quam iucunda (3 maggio 1983)
- Sanctum Turibium (10 maggio 1983)
- Maiorem hac dilectionem (15 maggio 1983)
- Maximum amoris (15 maggio 1983)
- Quod ipsum (Soriano Calabro - 3 giugno 1983)
- Quantae utilitati (11 giugno 1983)
- Sanctum Eligium (11 giugno 1983)
- Inde ab ipsis (20 giugno 1983)
- Gloriabor in infirmitatibus (22 giugno 1983)
- In habet Ecclesia (22 giugno 1983)
- Estote misericordes (23 giugno 1983)
- Constat Christifideles («Nossa Senhora Mãe da Divina Graça» - 25 luglio 1983)
- Qui singulari (18 agosto 1983)
- Qui divino (S. Rosae de Osos - 18 agosto 1983)
- Qui Dei consilio (10 settembre 1983)
- Clara veluti (16 settembre 1983)
- Praeclara illa (30 settembre 1983)
- Beato Leopoldo Mandić a Castro Novo, Sanctorum caelitum honores decernuntur (10 ottobre 1983)
- Filius Hominis (30 ottobre 1983)
- Instat sane (30 ottobre 1983)
- Esurivi enim (30 ottobre 1983)
- Confiteor tibi (13 novembre 1983)
- Fuisse Mariam (24 novembre 1983)
- Crotona urbem (28 novembre 1983)
- Ex quo (7 dicembre 1983)
- Ipsum quo (7 dicembre 1983)
- Qui superiore (23 dicembre 1983)
- Quandoquidem heri (11 gennaio 1984)
- Cum Sanctus (14 gennaio 1984)
- Quamquam Deus (16 gennaio 1984)
- Quanta veneratione (7 febbraio 1984)
- Servandus quidem (10 febbraio 1984)
- Salvifici Doloris (11 febbraio 1984)
- Dominus noster (19 febbraio 1984)
- Tribus adhinc diebus (21 febbraio 1984)
- Surrepsit misere (2 marzo 1984)
- Beatae Paulae Frassinetti Fundatrici Sororum a S. Dorothea Sanctorum honores deferuntur (11 marzo 1984)
- Pro explorato (15 marzo 1984)
- Ad honorandam (16 marzo 1984)
- Qui a pueris (Templum, Reginae Apostolorum - 4 aprile 1984)
- Quoniam in celeri (9 aprile 1984)
- Le sollecitudini crescenti (9 aprile 1984)
- Quam praestet (16 aprile 1984)
- Polonus populus (16 aprile 1984)
- Redemptionis Anno (20 aprile 1984)
- Sanctorum caelitum (28 aprile 1984)
- Die Dominico Paschae (29 aprile 1984)
- Les Grands Mystères (1º maggio 1984)
- Universae Ecclesiae (6 maggio 1984)
- Quo tumidiores (28 maggio 1984)
- Sacra illa (12 giugno 1984)
- Qui sanctos (20 luglio 1984)
- Ut Ecclesiae ipsius (27 luglio 1984)
- Constat sane (23 agosto 1984)
- Qui divino (In Civitate Sanctae Luciae - 1º settembre 1984)
- Sacerdotalis usquequaque (30 settembre 1984)
- Concilium Vaticanum II (30 settembre 1984)
- Quam congrue (11 ottobre 1984)
- Merito Christifideles (8 novembre 1984)
- Tot tantaeque (8 novembre 1984)
- Inspicienti cuique (21 novembre 1984)
- De matrimonii (25 novembre 1984)
- O anima (25 novembre 1984)
- Pius atque castus (7 dicembre 1984)
- Omnes fere (14 dicembre 1984)
- Quantum praeteriti (14 dicembre 1984)
- Nemo ferme (17 dicembre 1984)
- Multi quidem (18 dicembre 1984)
- Ex ipso quo (21 dicembre 1984)
- Esse mortales (17 gennaio 1985)
- Ut fert probata (18 gennaio 1985)
- Quamdiu fecistis (1º febbraio 1985)
- Exoptatus quidem (2 febbraio 1985)
- Ex historia (La Virgen de la Candelaria - 13 febbraio 1985)
- Sedi Nostrae (13 febbraio 1985)
- Per litteras (13 febbraio 1985)
- Libenti semper (19 febbraio 1985)
- Quod monumentum (27 febbraio 1985)
- Documentis quidem (27 febbraio 1985)
- Iure celebratur (21 marzo 1985)
- Qua veneratione (22 marzo 1985)
- Ad historiae fidem (25 marzo 1985)
- Dilecti Amici (31 marzo 1985)
- Cogitantibus de vita (13 aprile 1985)
- Cum pietas (Nostrae Dominae de Rupe Galliae - 2 maggio 1985)
- Segobrigae (2 maggio 1985)
- In pulcherrimo (7 giugno 1985)
- Venite, benedicti (23 giugno 1985)
- Fuisse Sanctos (27 giugno 1985)
- Cum pietas («Pietralba-Maria Weissenstein» - 4 luglio 1985)
- Primae quidem (4 luglio 1985)
- Una propemodum (2 settembre 1985)
- Ii qui (22 settembre 1985)
- Iesus Christus (6 ottobre 1985)
- Christus Dominus (6 ottobre 1985)
- Christifideles semper (30 ottobre 1985)
- Quotiescumque de gloria (30 ottobre 1985)
- Iustorum semita (17 novembre 1985)
- Cum adhuc (17 novembre 1985)
- Divisiones vero (25 novembre 1985)
- Quantopere Mariam Virginem (7 gennaio 1986)
- Quae antiquitate (16 gennaio 1986)
- Cum in (17 gennaio 1986)
- Constat ecclesiam (1º febbraio 1986)
- Si quis (Cyriaco Eliae Chavara - 8 febbraio 1986)
- Cum fuerit (17 febbraio 1986)
- Angelorum Regina (3 aprile 1986)
- Cum nos (3 aprile 1986)
- Beatus Franciscus Antonius Fasani Sanctus esse decernitur et definitur (13 aprile 1986)
- Notum est (Rosario de Chiquinquirà - 16 aprile 1986)
- Continenter magna (26 maggio 1986)
- Quanto obsequio (26 maggio 1986)
- Polonus populus (2 giugno 1986)
- Insitum est (10 giugno 1986)
- Semper quidem (B. M. V. «del Amparo de Chinavita» - 21 giugno 1986)
- Maximam de universa (21 giugno 1986)
- Quoniam inter (12 luglio 1986)
- Ex historia (Ostrażany - 24 luglio 1986)
- Veri catholici (5 agosto 1986)
- Quanta animi (20 agosto 1986)
- Quantum Beatissimam (20 agosto 1986)
- Augustinum Hipponensem (28 agosto 1986)
- Cum Nos sollicito (16 settembre 1986)
- Cum de Dei gloria (29 settembre 1986)
- Si fuerit (19 ottobre 1986)
- Sanctos caelites (S. Iosephi California - 15 novembre 1986)
- Cum fideles (15 novembre 1986)
- Beatorum caelitum (10 dicembre 1986)
- Intra fines Nolanae (11 dicembre 1986)
- Ut et publica (15 dicembre 1986)
- Frequentissimae (5 gennaio 1987)
- Constat Beatam Virginem (13 gennaio 1987)
- Publice constat (27 gennaio 1987)
- Omnium Ecclesiarum Matri (7 marzo 1987)
- Saepe Nos (26 marzo 1987)
- Nostri Pontificatus (26 marzo 1987)
- Dominus Iesus (29 marzo 1987)
- Si mundus (29 marzo 1987)
- Absit ut (29 marzo 1987)
- Unum petii (3 aprile 1987)
- Compertum habetur (7 aprile 1987)
- Omnia possum (10 maggio 1987)
- Amen, dico vobis (Petro Francisco Jamet - 10 maggio 1987)
- Mulierem fortem (10 maggio 1987)
- Quandoquidem beatissima (19 maggio 1987)
- Sescentesima Anniversaria (5 giugno 1987)
- In ipsa hora (10 giugno 1987)
- Apostolus Gentium (28 giugno 1987)
- Spiritus Domini (1º agosto 1987)
- Mechliniae (3 agosto 1987)
- Sacra illa (31 agosto 1987)
- Potestis bibere (4 ottobre 1987)
- Esto fidelis (4 ottobre 1987)
- Vere gloria (4 ottobre 1987)
- Quanto amore (6 ottobre 1987)
- Satis constat («Notre-Dame de Valère» - 7 ottobre 1987)
- Nemini quidem (11 ottobre 1987)
- Multum facit (1º novembre 1987)
- Ego in medio (1º novembre 1987)
- Inter omnia (3 novembre 1987)
- Quandoquidem (Virginis «de la Soledad» - 5 novembre 1987)
- Dei Matris (7 novembre 1987)
- Quo quidem (7 novembre 1987)
- Ministerii Nostri (24 novembre 1987)
- Duodecimum Saeculum (4 dicembre 1987)
- Qui loco Petri (11 dicembre 1987)
- Notum est (Sancuts Antonius a Padua - 2 gennaio 1988)
- Quam iucunda (22 gennaio 1988)
- Euntes in Mundum (25 gennaio 1988)
- Complura inter (28 gennaio 1988)
- Iuvenum Patris (31 gennaio 1988)
- Croton urbs (12 marzo 1988)
- Manifesta iam (12 marzo 1988)
- Populum quidem (22 marzo 1988)
- Magno quidem (30 marzo 1988)
- Constat Sanctum Ioannem (20 aprile 1988)
- Amemus Dominum (24 aprile 1988)
- Si vis verae (24 aprile 1988)
- Per hanc caritatem (24 aprile 1988)
- Quicumque fecerit (24 aprile 1988)
- Ut Ecclesiae (26 aprile 1988)
- Qui quidem (6 maggio 1988)
- Constat intra (6 maggio 1988)
- Litterae Encyclicae (22 maggio 1988)
- Filiali quidem (3 giugno 1988)
- Ut memoriae (6 giugno 1988)
- Omnis anima (11 giugno 1988)
- Inter praecipuas (22 giugno 1988)
- Sancta Ecclesia (3 luglio 1988)
- Cum Nos magna (27 luglio 1988)
- Satis superque («Forio» - 28 luglio 1988)
- Compertum quidem (2 agosto 1988)
- Intra Vindobonensis (6 agosto 1988)
- Mulieris Dignitatem (15 agosto 1988)
- Tu vero vigila (15 settembre 1988)
- Spiritu ferventes (25 settembre 1988)
- Evangelicae caritatis (25 settembre 1988)
- Concilium Oecumenicum (25 settembre 1988)
- Deus tantum (2 ottobre 1988)
- Satis quidem (5 ottobre 1988)
- Memoria persaepe (12 ottobre 1988)
- Amen dico vobis (Biała Podlaska - 16 ottobre 1988)
- Quicumque voluerit (16 ottobre 1988)
- Ipse Christus Dominus (16 ottobre 1988)
- Angelos et Archangelos (18 ottobre 1988)
- Antiquis a temporibus (18 ottobre 1988)
- Ecclesia ipsa (19 ottobre 1988)
- Vertente hoc ipso (26 ottobre 1988)
- Constat Christifideles (Matris Ecclesiae - 12 novembre 1988)
- Haud semel (18 novembre 1988)
- Compluribus (19 novembre 1988)
- Vetustissima (25 novembre 1988)
- Neminem quidem (Montecatini Terme - 25 novembre 1988)
- Pro Nostro munere (28 novembre 1988)
- Vicesimus Quintus Annus (4 dicembre 1988)
- Quae per orbem (9 dicembre 1988)
- Quod est Ecclesiae (28 dicembre 1988)
- Principis Apostolorum (29 dicembre 1988)
- Inter sacras (28 gennaio 1989)
- Haud omnino (14 febbraio 1989)
- Unum qui laeti (16 febbraio 1989)
- Maxima afficimur (23 febbraio 1989)
- Romanorum Pontificum (4 marzo 1989)
- Caelestis Matris (6 marzo 1989)
- Sancti profecto (9 marzo 1989)
- Sanctos recte (24 aprile 1989)
- Inter praeclara (19 maggio 1989)
- Sancti qui sempiternum (7 giugno 1989)
- Neminem quidem (Gatinensis-Hullensis - 30 giugno 1989)
- Merito sane (30 giugno 1989)
- Constat in urbe (10 agosto 1989)
- Lettera Apostolica in occasione del 50º Anniversario dell'Inizio della II Guerra Mondiale (27 agosto 1989)
- Lettera Apostolica sulla Situazione nel Libano (7 settembre 1989)
- Magna quidem (27 settembre 1989)
- Lettera Apostolica per il Centenario dell'Opera di San Pietro Apostolo (1º ottobre 1989)
- Moventibus quidem (23 novembre 1989)
- Lettera Apostolica per il V Centenario dell'Evangelizzazione del Nuovo Mondo (29 giugno 1990)
- Plurimum Significans  (29 giugno 1990) – XIV centenario dell'elevazione di San Gregorio Magno al Pontificato
- Maestro della Fede  (14 dicembre 1990) – IV centenario della morte di San Giovanni della Croce
- Lettera Apostolica in occasione della ristrutturazione delle circoscrizioni ecclesiastiche della Polonia (25 marzo 1992)
- Hungaricae nationis (30 maggio 1993)
- Ordinatio Sacerdotalis (22 maggio 1994)
- Tertio Millennio Adveniente (10 novembre 1994)
- Orientale Lumen (2 maggio 1995)
- Lettera Apostolica per il IV Centenario dell'Unione di Brest (12 novembre 1995)
- Lettera Apostolica per i 350 Anni dell'Unione di Uzhorod (18 aprile 1996)
- Operosam Diem (1º dicembre 1996)
- Laetamur Magnopere (15 agosto 1997)
- Divini Amoris Scientia (19 ottobre 1997)
- Dies Domini (31 maggio 1998)
- Incarnationis Mysterium  (29 novembre 1998) – Bolla di Indizione del Grande Giubileo dell'Anno 2000
- Inter Munera Academiarum (28 gennaio 1999)
- In occasione del terzo centenario dell'unione della Chiesa greco-cattolica di Romania con la Chiesa di Roma (20 luglio 2000)
- Novo Millennio Ineunte (6 gennaio 2001)
- In occasione del 1700º Anniversario del Battesimo del Popolo Armeno (17 febbraio 2001)
- Epistola apostolica diretta al popolo cattolico di Ungheria a compimento del Millennio Ungarico (25 luglio 2001)
- Misericordia Dei (2 maggio 2002) - Su alcuni aspetti della celebrazione del Sacramento della Penitenza
- Rosarium Virginis Mariae (16 ottobre 2002) – Sul Santo Rosario
- Spiritus et Sponsa (4 dicembre 2003) - Nel 40º anniversario della Costituzione Sacrosanctum Concilium sulla Sacra Liturgia
- Mane nobiscum Domine (7 ottobre 2004)
- Il rapido sviluppo (24 gennaio 2005)

### Benedetto XVI (2005-2013)
265. Papa Benedetto XVI (2005-2013) - Joseph Ratzinger, Marktl (Germania), 16 aprile 1927
- Lettera Apostolica con la quale il Sommo Pontefice ha iscritto nell'albo dei Beati le Serve di Dio: Ascensión Nicol Goñi e Marianna Cope (14 maggio 2005)
- Lettera Apostolica con la quale il Sommo Pontefice ha iscritto nell'albo dei Beati i Servi di Dio: Ladislao Findysz, Bronislao Markiewicz e Ignazio Kłopotwoski (4 giugno 2005)
- Lettera Apostolica con la quale il Sommo Pontefice ha iscritto nell'albo dei Beati il Servo di Dio Clemens August Graf von Galen (9 ottobre 2005)
- Lettera Apostolica con la quale il Sommo Pontefice ha iscritto nell'albo dei Beati i Servi di Dio: Josep Tàpies e sei Compagni e Maria degli Angeli Ginard Martí (29 ottobre 2005)
- Lettera Apostolica con la quale il Sommo Pontefice ha iscritto nell'albo dei Beati la Serva di Dio Eurosia Fabris (4 novembre 2005)
- Lettera Apostolica Motu Proprio Totius orbis contenente nuove disposizioni circa le Basiliche di San Francesco e di Santa Maria degli Angeli in Assisi (9 novembre 2005)
- Lettera Apostolica con la quale il Sommo Pontefice ha iscritto nell'albo dei Beati i Servi di Dio: Charles de Foucauld, Maria Pia Mastena, Maria Crocifissa Curcio (13 novembre 2005)
- Lettera Apostolica con la quale il Sommo Pontefice ha iscritto nell'albo dei Beati 13 Martiri Messicani: Anacleto González Flores e 8 Compagni, José Trinidad Rangel, Andrés Solá Molist, Leonardo Pérez, Darío Acosta Zurita (15 novembre 2005)
- Lettera Apostolica con la quale il Sommo Pontefice ha iscritto nell'albo dei Beati la Serva di Dio Suor Elia di San Clemente (14 marzo 2006)
- Lettera Apostolica con la quale il Sommo Pontefice ha iscritto nell'albo dei Beati la Serva di Dio Suor Maria della Passione (14 maggio 2006)
- Lettera Apostolica con la quale il Sommo Pontefice ha iscritto nell'albo dei Beati la Serva di Dio Rita Amata di Gesù (28 maggio 2006)
- Lettera Apostolica in forma di Motu Proprio con cui il Sommo Pontefice ripristina la norma tradizionale circa la maggioranza richiesta nell'elezione del Sommo Pontefice (11 giugno 2007)
- Lettera Apostolica "Motu Proprio data" Summorum Pontificum sull'uso della liturgia romana anteriore alla riforma del 1970 (7 luglio 2007)
- Lettera Apostolica con la quale il Sommo Pontefice ha iscritto nell'albo dei Beati 498 Servi di Dio, martiri in Spagna (26 ottobre 2007)
- Lettera Apostolica inviata a nome del Santo Padre dal Signor Cardinale Segretario di Stato in occasione dell'iscrizione all'albo dei Beati di Antonio Rosmini	(18 novembre 2007)
- Lettera Apostolica sub plumbo datae (10 maggio 2008)
- Antiqua ordinatione, Lettera Apostolica in forma di "Motu Proprio" con la quale è stata promulgata la Lex propria del Supremo Tribunale della Segnatura Apostolica (21 giugno 2008)	*Beata Narcissa, Lettera Decretale con la quale il Sommo Pontefice ha iscritto all'albo dei Santi Narcisa di Gesù Martillo y Moràn (12 ottobre 2008)
- Animadverto Me, Lettera Decretale con la quale il Sommo Pontefice ha iscritto all'albo dei Santi Anna Mutthahupadathu (12 ottobre 2008)
- Venit Enim Filius, Lettera Decretale con la quale il Sommo Pontefice ha iscritto all'albo dei Santi Gaetano Errico (12 ottobre 2008)
- Lettera Apostolica al Card. Joachim Meisner in occasione del VII Centenario della morte del beato Giovanni Duns Scoto (28 ottobre 2008)
- Ancillae Operantur, Lettera Decretale con la quale il Sommo Pontefice ha iscritto all'albo dei Santi Caterina Volpicelli (26 aprile 2009)
- Haec Verba Scripturae, Lettera Decretale con la quale il Sommo Pontefice ha iscritto all'albo dei Santi Arcangelo Tadini (26 aprile 2009)
- Hoc Est Verbum, Lettera Decretale con la quale il Sommo Pontefice ha iscritto all'albo dei Santi Gertrude Comensoli (26 aprile 2009)
- Maiorem Hac, Lettera Decretale con la quale il Sommo Pontefice ha iscritto all'albo dei Santi Bernardo Tolomei (26 aprile 2009)
- Accipite Armaturam, Lettera Decretale con la quale il Sommo Pontefice ha iscritto all'albo dei Santi Nonio Alvarez Pereira (26 aprile 2009)
- Ecclesiae Unitatem, Lettera Apostolica in forma di "Motu Proprio" (2 luglio 2009)
- Lettera Apostolica in forma di "Motu Proprio" con la quale viene approvato il nuovo statuto dell'Ufficio del Lavoro della Sede Apostolica (ULSA) (7 luglio 2009)
- Lettera Decretale con la quale il Sommo Pontefice ha iscritto all'albo dei Santi Padre Damiano de Veuster (11 ottobre 2009)
- Iustorum Autem, Lettera Decretale con la quale il Sommo Pontefice ha iscritto all'albo dei Santi Raphaeli Arnáiz Barón (11 ottobre 2009)
- Et, Quicumque, Lettera Decretale con la quale il Sommo Pontefice ha iscritto all'albo dei Santi Maria della Croce (11 ottobre 2009)
- In Convertendo Dominus, Lettera Decretale con la quale il Sommo Pontefice ha iscritto all'albo dei Santi Sigismondo Felice Feliński (11 ottobre 2009)
- Praedicationem Christianae, Lettera Decretale con la quale il Sommo Pontefice ha iscritto all'albo dei Santi Francesco Coll y Guitart (11 ottobre 2009)
- Omnium In Mentem, Lettera Apostolica in forma di "Motu Proprio" con la quale vengono mutate alcune norme del Codice di Diritto Canonico (26 ottobre 2009)
- Ubicumque et semper, Lettera Apostolica in forma di "Motu Proprio" con la quale si istituisce il Pontificio Consiglio per la Promozione della Nuova Evangelizzazione (21 settembre 2010)
- Nihil Aliud, Lettera Decretale con la quale il Sommo Pontefice ha iscritto all'albo dei Santi Maria Bernarda Bütler (12 ottobre 2010)
- Lettera Decretale con la quale il Sommo Pontefice ha iscritto all'albo dei Santi Padre Stanislao Kazimierczyk	(17 ottobre 2010)
- Beata Illa Creatura, Lettera Decretale con la quale il Sommo Pontefice ha iscritto all'albo dei Santi Camilla Battista Varano (17 ottobre 2010)
- Dedit Quoque, Lettera Decretale con la quale il Sommo Pontefice ha iscritto all'albo dei Santi Giulia Salzano	(17 ottobre 2010)
- Voluntas Dei, Lettera Decretale con la quale il Sommo Pontefice ha iscritto all'albo dei Santi Mary MacKillop (17 ottobre 2010)
- Quae Stulta, Lettera Decretale con la quale il Sommo Pontefice ha iscritto all'albo dei Santi André Bessette	(17 ottobre 2010)
- Quicumque Quaesierit, Lettera Decretale con la quale il Sommo Pontefice ha iscritto all'albo dei Santi Cándida Maria de Jesús (17 ottobre 2010)
- Purpuratis Patribus (20 novembre 2010)
- Lettera Apostolica inviata a nome del Santo Padre dal Segretario di Stato in occasione dell'iscrizione all'albo dei Beati di Papa Giovanni Paolo II (1º maggio 2011)
- Lettera Decretale con la quale il Sommo Pontefice ha iscritto all'albo dei Santi Bonifacia Rodríguez Castro (23 ottobre 2011)
- Quaerebam, Lettera Decretale con la quale il Sommo Pontefice ha iscritto all'albo dei Santi Guido Maria Conforti (23 ottobre 2011)
- Lettera Apostolica per la proclamazione di Giovanni d'Ávila a Dottore della Chiesa (7 ottobre 2012)
- Lettera Apostolica per la proclamazione di Ildegarda di Bingen a Dottore della Chiesa	(7 ottobre 2012)
- Lettera Decretale con la quale il Sommo Pontefice ha iscritto all'albo dei Santi Caterina Tekakwitha (21 ottobre 2012)
- Lettera Decretale con la quale il Sommo Pontefice ha iscritto all'albo dei Santi Padre Giovanni Battista Piamarta (21 ottobre 2012)
- Lettera Decretale con la quale il Sommo Pontefice ha iscritto all'albo dei Santi Anna Schäffer	(21 ottobre 2012)
- Lettera Decretale con la quale il Sommo Pontefice ha iscritto all'albo dei Santi Pietro Calungsod (21 ottobre 2012)
- Lettera Decretale con la quale il Sommo Pontefice ha iscritto all'albo dei Santi Padre Jacques Berthieu (21 ottobre 2012)
- Lettera Decretale con la quale il Sommo Pontefice ha iscritto all'albo dei Santi Suor Marianna Cope (21 ottobre 2012)
- Lettera Decretale con la quale il Sommo Pontefice ha iscritto all'albo dei Santi Madre Maria del Monte Carmelo (21 ottobre 2012)
- Lettera Apostolica inviata a nome del Santo Padre dal Segretario di Stato in occasione dell'iscrizione all'albo dei Beati di Madre Maria Luisa Prosperi (al secolo: Gertrude)	(11 novembre 2012)
- Lettera Apostolica inviata a nome del Santo Padre dal Segretario di Stato in occasione dell'iscrizione all'albo dei Beati di Lazaro Devasahayam Pillai	(2 dicembre 2012)

### Francesco (2013-2025)
266. Papa Francesco (2013-2025) - Jorge Mario Bergoglio, Buenos Aires (Argentina), 17 dicembre 1936
- Lettera Apostolica inviata a nome del Santo Padre dal Segretario di Stato, S.E. Mons. Pietro Parolin, in occasione dell'iscrizione all'albo dei Beati di Padre Nicolò Rusca	(19 aprile 2013)
- Lettera Apostolica inviata a nome del Santo Padre dal Segretario di Stato, S.E. Mons. Pietro Parolin, in occasione dell'iscrizione all'albo dei Beati di Francisca de Paula de Jesus, detta « Nhá Chica » (4 maggio 2013)
- Lettera Apostolica inviata a nome del Santo Padre dal Segretario di Stato, Pietro Parolin, in occasione dell'iscrizione all'albo dei Beati di Mons. Luigi Novarese (11 maggio 2013)
- Lettera Decretale con la quale il Sommo Pontefice ha iscritto all'albo dei Santi Antonio Primaldo e i Martiri di Otranto (12 maggio 2013)
- Lettera Decretale con la quale il Sommo Pontefice ha iscritto all'albo dei Santi Laura di Santa Caterina da Siena Montoya y Upeguí (12 maggio 2013)
- Lettera Apostolica inviata a nome del Santo Padre dal Segretario di Stato, S.E. Mons. Pietro Parolin, in occasione dell'iscrizione all'albo dei Beati di Don Giuseppe Puglisi (25 maggio 2013)
- Lettera Apostolica inviata a nome del Santo Padre dal Segretario di Stato, Pietro Parolin, in occasione dell'iscrizione all'albo dei Beati di Suor Sofia Czeska-Maciejowska (9 giugno 2013)
- Lettera Apostolica inviata a nome del Santo Padre dal Segretario di Stato, S.E. Mons. Pietro Parolin, in occasione dell'iscrizione all'albo dei Beati di Odoardo Focherini (15 giugno 2013)
- Lettera Apostolica in forma di «Motu Proprio» sulla giurisdizione degli organi giudiziari dello Stato della Città del Vaticano in materia penale (11 luglio 2013)
- Lettera Apostolica inviata a nome del Santo Padre dal Segretario di Stato, S.E. Mons. Pietro Parolin, in occasione dell'iscrizione all'albo dei Beati di Padre Vladimir Ghika (31 agosto 2013)
- Lettera Apostolica inviata a nome del Santo Padre dal Segretario di Stato, S.E. Mons. Pietro Parolin, in occasione dell'iscrizione all'albo dei Beati di Mons. Antonio Franco (2 settembre 2013)
- Lettera Apostolica inviata a nome del Santo Padre dal Segretario di Stato, S.E. Mons. Pietro Parolin, in occasione dell'iscrizione all'albo dei Beati di Maria Bolognesi (7 settembre 2013)
- Lettera Apostolica inviata a nome del Santo Padre dal Segretario di Stato, S.E. Mons. Pietro Parolin, in occasione dell'iscrizione all'albo dei Beati di Rolando Rivi (5 ottobre 2013)
- Lettera Apostolica inviata a nome del Santo Padre dal Segretario di Stato, Pietro Parolin, in occasione dell'iscrizione all'albo dei Beati di Mons. Manuel Basulto Jiménez, vescovo di Jaén e di cinque compagni martiri (13 ottobre 2013)
- Lettera Apostolica inviata a nome del Santo Padre dal Segretario di Stato, S.E. Mons. Pietro Parolin, in occasione dell'iscrizione all'albo dei Beati di Don Giuseppe Massimo Moro Briz e 4 Compagni (13 ottobre 2013)
- Lettera Apostolica inviata a nome del Santo Padre dal Segretario di Stato, S.E. Mons. Pietro Parolin, in occasione dell'iscrizione all'albo dei Beati di Don Jaime Puig Mirosa e 18 Compagni della Congregazione dei Figli della Sacra Famiglia, nonché di Sebastiàn Llorens Telarroja	(13 ottobre 2013)
- Lettera Apostolica inviata a nome del Santo Padre dal Segretario di Stato, S.E. Mons. Pietro Parolin, in occasione dell'iscrizione all'albo dei Beati di Mons. Emmanuel Borrás Ferré, Agapito Pamplona Falguera e 145 Compagni (13 ottobre 2013)
- Lettera Apostolica inviata a nome del Santo Padre dal Segretario di Stato, S.E. Mons. Pietro Parolin, in occasione dell'iscrizione all'albo dei Beati di Stefano Sándor 19 ottobre 2013
- Lettera Apostolica in forma di «Motu Proprio» con la quale è approvato il nuovo Statuto dell'Autorità di Informazione Finanziaria (15 novembre 2013)
- Lettera Decretale per la canonizzazione equipollente del Beato Pietro Favre 17 dicembre 2013
- I Lettera Apostolica con la quale la Chiesa di San Giacomo in Augusta diventa titolo cardinalizio (22 febbraio 2014)
- II Lettera Apostolica con la quale la Chiesa dei Santi Simone e Giuda Taddeo a Torre Angela diventa titolo cardinalizio (22 febbraio 2014)
- III Lettera Apostolica con la quale la Chiesa di Sant'Angela Merici diventa titolo cardinalizio (22 febbraio 2014)
- Lettera Apostolica in forma di Motu Proprio per la costituzione di una nuova struttura di coordinamento degli affari economici e amministrativi della Santa Sede e dello Stato della Città del Vaticano (24 febbraio 2014)
- Lettera Decretale per la canonizzazione equipollente della Beata Maria dell'Incarnazione (3 aprile 2014)
- Lettera Apostolica a tutti i consacrati in occasione dell'Anno della Vita Consacrata (21 novembre 2014)
- Bolla di indizione del Giubileo Straordinario della Misericordia (11 aprile 2015)
- Lettera Apostolica per la proclamazione di San Gregorio di Narek a Dottore della Chiesa (12 aprile 2015)
- Lettera Apostolica in forma di Motu Proprio sulla Revisione dello Statuto del Fondo Pensioni Vaticano (28 maggio 2015)
- L'attuale contesto comunicativo Lettera Apostolica in forma di Motu Proprio, per l'Istituzione della Segreteria per la Comunicazione (27 giugno 2015)
- Lettera Apostolica in forma di Motu Proprio, sulla riforma del processo canonico per le cause di dichiarazione di nullità del matrimonio nel Codice di Diritto Canonico (15 agosto 2015)
- Lettera Apostolica in forma di Motu Proprio, sulla riforma del processo canonico per le cause di dichiarazione di nullità del matrimonio nel Codice dei Canoni delle Chiese Orientali (15 agosto 2015)
- Lettera Apostolica De concordia inter Codices in forma di Motu Proprio con la quale vengono mutate alcune norme del Codice di Diritto Canonico (31 maggio 2016)
- Lettera Apostolica in forma di Motu Proprio Come una madre amorevole (4 giugno 2016)
- Lettera Apostolica in forma di Motu Proprio I beni temporali, circa alcune competenze in materia economica-finanziaria (4 luglio 2016)
- Lettera Apostolica in forma di Motu Proprio con cui si istituisce il Dicastero per i Laici, la Famiglia e la Vita (15 agosto 2016)
- Lettera Apostolica in forma di Motu Proprio con la quale si istituisce il Dicastero per il Servizio dello Sviluppo Umano Integrale	(17 agosto 2016)
- Lettera Apostolica Misericordia et misera a conclusione del Giubileo straordinario della misericordia (20 novembre 2016)
- Lettera Apostolica in forma di Motu Proprio Sanctuarium in Ecclesia con la quale si trasferiscono le competenze sui Santuari al Pontificio Consiglio per la Promozione della Nuova Evangelizzazione (11 febbraio 2017)
- Lettera Apostolica in forma di Motu Proprio Maiorem hac dilectionem sull'offerta della vita (11 luglio 2017)
- Lettera Apostolica in forma di Motu Proprio Magnum Principium con la quale viene modificato il can. 838 del Codice di Diritto Canonico (3 settembre 2017)
- Lettera Apostolica in forma di Motu Proprio Summa familiae cura, che istituisce il Pontificio Istituto Teologico Giovanni Paolo II per le Scienze del Matrimonio e della Famiglia (8 settembre 2017)
- Lettera Apostolica in forma di Motu Proprio Imparare a congedarsi con cui si regola la rinuncia, a motivo dell'età, dei titolari di alcuni uffici di nomina pontificia (12 febbraio 2018)
- Lettera Apostolica in forma di Motu Proprio circa la Cappella Musicale Pontificia (17 gennaio 2019)
- Lettera Apostolica in forma di Motu proprio circa la Pontificia Commissione "Ecclesia Dei" (17 gennaio 2019)
- Lettera Apostolica in forma di Motu proprio Communis vita, con la quale vengono mutate alcune norme del codice di diritto canonico (19 marzo 2019)
- Lettera Apostolica in forma di Motu Proprio sulla protezione dei minori e delle persone vulnerabili (26 marzo 2019)
- Lettera Apostolica in forma di Motu proprio Vos estis lux mundi (7 maggio 2019)
- Lettera Apostolica in forma di Motu Proprio Aperuit illis con la quale viene istituita la Domenica della Parola di Dio (30 settembre 2019)
- Lettera Apostolica in forma di Motu Proprio per il cambiamento della denominazione da Archivio Segreto Vaticano ad Archivio Apostolico Vaticano (22 ottobre 2019)
- Lettera Apostolica in forma di Motu proprio riguardante l'Ufficio del Decano del Collegio Cardinalizio (29 novembre 2019)
- Lettera Apostolica Admirabile signum sul significato e il valore del presepe (1º dicembre 2019)
- Lettera Apostolica Patris corde in occasione del 150.mo anniversario della dichiarazione di San Giuseppe quale Patrono della Chiesa Universale (8 dicembre 2020)
- Lettera Apostolica Candor Lucis aeternae nel VII Centenario della morte di Dante Alighieri (25 marzo 2021)
- Lettera Apostolica in forma di Motu Proprio recante disposizioni sulla trasparenza nella gestione della finanza pubblica (26 aprile 2021)
- Lettera Apostolica in forma di Motu Proprio recante modifiche in tema di competenza degli organi giudiziari dello Stato della Città del Vaticano (30 aprile 2021)
- Lettera Apostolica in forma di Motu Proprio Antiquum ministerium con la quale si istituisce il ministero di Catechista (10 maggio 2021)
- Lettera Apostolica in forma di Motu Proprio Traditionis custodes sull’uso della Liturgia Romana anteriore alla Riforma del 1970 (16 luglio 2021)
- Lettera Apostolica in forma di Motu proprio con la quale il Santo Padre istituisce la Commissione Pontificia di verifica e applicazione del Motu proprio Mitis Iudex nelle Chiese d’Italia (17 novembre 2021)
- Lettera Apostolica in forma di Motu Proprio Fidem servare con la quale viene modificata la struttura interna della Congregazione per la Dottrina della Fede (11 febbraio 2022)
- Lettera Apostolica in forma di Motu Proprio Assegnare alcune competenze con la quale vengono mutate alcune norme del Codice di Diritto Canonico e del Codice dei Canoni delle Chiese Orientali (11 febbraio 2022)
- Lettera Apostolica in forma di Motu Proprio Recognitum Librum VI con la quale si modifica il can. 695 §1, del Codice di Diritto Canonico (26 aprile 2022)
- Lettera Apostolica Desiderio desideravi sulla formazione liturgica del Popolo di Dio (29 giugno 2022)
- Lettera Apostolica in forma di Motu Proprio Ad charisma tuendum (14 luglio 2022)
- Lettera Apostolica in forma di Motu Proprio sulle persone giuridiche strumentali della Curia Romana (5 dicembre 2022)
- Lettera Apostolica Totum amoris est nel IV centenario della morte di San Francesco di Sales (28 dicembre 2022)
- Lettera Apostolica in forma di Motu Proprio Il diritto nativo circa il patrimonio della Sede Apostolica (20 febbraio 2023)
- Lettera Apostolica in forma di Motu proprio Vocare peccatores sulla Riforma del Diritto Penale delle Chiese Orientali (20 marzo 2023)
- Lettera Apostolica in forma di Motu proprio Vos estis lux mundi (25 marzo 2023)
- Lettera Apostolica in forma di Motu proprio Expedit ut iura con la quale vengono modificati i termini di ricorso del membro dimesso da un Istituto di Vita Consacrata (2 aprile 2023)
- Lettera Apostolica in forma di Motu proprio recante modifiche alla normativa penale e all’ordinamento giudiziario dello Stato della Città del Vaticano (12 aprile 2023)
- Lettera Apostolica in forma di Motu proprio Iam Pridem con la quale vengono mutate alcune norme del Codice dei Canoni delle Chiese Orientali relative ai Vescovi che hanno raggiunto gli ottanta anni di età nel Sinodo dei Vescovi delle rispettive Chiese sui iuris (16 aprile 2023)
- Lettera Apostolica Sublimitas et miseria hominis nel IV centenario della nascita di Blaise Pascal (19 giugno 2023)
- Lettera Apostolica in forma di Motu Proprio con la quale vengono modificati i cann. 295-296 relativi alle Prelature Personali (8 agosto 2023)
- Lettera Apostolica in forma di Motu Proprio Ad theologiam promovendam con la quale vengono approvati nuovi statuti della Pontificia Accademia di Teologia (1º novembre 2023)
- Lettera Apostolica in forma di Motu Proprio con la quale vengono modificati e integrati il Motu Proprio "sulla trasparenza, il controllo e la concorrenza nelle procedure di aggiudicazione dei contratti pubblici della Santa Sede e dello Stato della Città del Vaticano", del 19 maggio 2020, e le relative "Norme" e "Tutela giurisdizionale" (27 novembre 2023)
- Lettera Apostolica in forma di Motu Proprio Finis et modus circa i limiti e le modalità dell’ordinaria amministrazione (16 gennaio 2024)
- Lettera Apostolica in forma di Motu Proprio Munus Tribunalis con la quale viene modificata la Lex Propria Supremi Tribunalis Signaturae Apostolicae del 21 giugno 2008 (28 febbraio 2024)
- Lettera Apostolica in forma di Motu Proprio recante modifiche alla Legge sull’ordinamento giudiziario, alla Legge recante disposizioni per la dignità professionale e il trattamento economico dei magistrati ordinari del Tribunale e dell’Ufficio del Promotore di giustizia e al Regolamento Generale del Fondo Pensioni (27 marzo 2024)
- Lettera Apostolica in forma di Motu Proprio Fide Incensus con la quale viene concesso a tutti gli ordini, alle congregazioni e alle comunità che si ispirano al carisma di Santo Spirito in Sassia, il culto liturgico di Fratel Guido di Montpellier, con il titolo di Beato (18 maggio 2024)
- Lettera Apostolica in forma di Motu Proprio Fratello Sole (21 giugno 2024)
- Lettera Apostolica in forma di Motu Proprio La vera bellezza (1º ottobre 2024)

### Leone XIV (2025-in carica)
267. Papa Leone XIV (2025-in carica) - Robert Francis Prevost, Chicago (Stati Uniti d'America), 14 settembre 1955
- Al momento l'attuale papa non ha ancora pubblicato nessuna lettera apostolica.